# ليون بيب
ليون بيب (بالإنجليزية: Leon Pape)‏ هو إشعاعاتي ‏ وفيزيائي أمريكي، ولد في 2 أغسطس 1925، وتوفي في 2 يناير 1984.